# 岡崎前駅
岡崎前駅（おかざきまええき）は、和歌山県和歌山市朝日にある和歌山電鐵貴志川線の駅。駅番号は07。

## 歴史
- 1916年（大正5年）2月15日：山東軽便鉄道の駅として開業。
- 1929年（昭和4年）11月：社名変更により山東鉄道の駅となる。
- 1931年（昭和6年）4月28日：社名変更により和歌山鉄道の駅となる。
- 1957年（昭和32年）11月1日：和歌山電気軌道との合併により同社鉄道線の駅となる。
- 1961年（昭和36年）11月1日：南海電気鉄道との合併により同社貴志川線の駅となる。
- 2000年（平成12年）10月1日：無人化。
- 2006年（平成18年）4月1日：和歌山電鐵への継承により同社貴志川線の駅となる。

## 駅構造

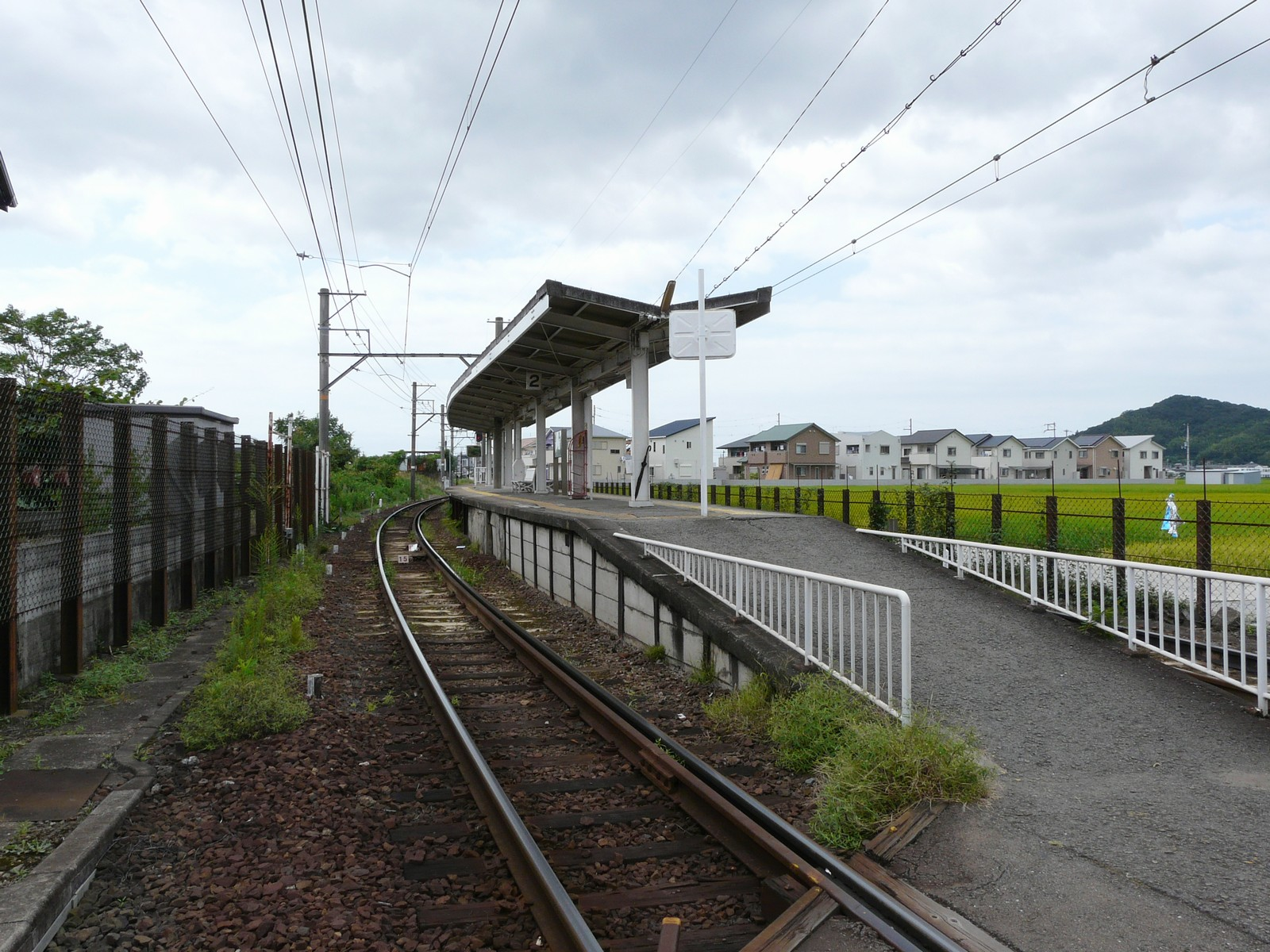
駅全景（ホーム側より）

島式ホーム1面2線を有する地上駅。貴志方面への線路は、ほぼ一線スルーとなっている。ホームの移動は構内踏切を利用する。
無人駅で、自動券売機や自動改札機などは設置されておらず、スルッとKANSAI対応のカードも使用できない。
トイレは旧改札付近に設けられている。

### のりば
| 番線 | 路線      | 方向 | 行先       |
| ---- | --------- | ---- | ---------- |
| 1    | ■貴志川線 | 下り | 貴志方面   |
| 2    | ■貴志川線 | 上り | 和歌山方面 |

## 利用状況
2020年（令和2年）度の調査結果では、1日平均乗降人員は612人である。和歌山信愛女子短期大学の生徒を筆頭に、学生の利用が多い。
各年度の1日平均乗降人員は下記の通り。
| 年度   | 1日平均 乗降人員 |
| ------ | ---------------- |
| 1980年 | 1,709            |
| 1985年 | 1,163            |
| 1990年 | 1,229            |
| 1995年 | 1,335            |
| 2000年 | 1,290            |
| 2001年 | 1,221            |
| 2002年 | 1,009            |
| 2003年 | 1,022            |
| 2004年 | 994              |
| 2005年 | 996              |
| 2006年 | 840              |
| 2007年 | 843              |
| 2008年 | 728              |
| 2009年 | 735              |
| 2010年 | 742              |
| 2011年 | 756              |
| 2012年 | 748              |
| 2013年 | 806              |
| 2014年 | 789              |
| 2015年 | 1,065            |
| 2016年 | 1,013            |
| 2017年 | 1,002            |
| 2018年 | 965              |
| 2019年 | 922              |
| 2020年 | 612              |
| 2021年 | 632              |

## 駅周辺
駅東側を和歌山県道160号線が、駅から北へ少し離れた所を和歌山県道13号線が通る。両県道は消防署付近にある信号付き交差点で交差する。この付近には家庭用品製造・販売業の本社工場や高速道路のスマートICがある。教育機関は当駅の南北に点在する。かつては和歌山県警察本部交通センターへの最寄り駅であったが、交通センター前駅の開業によってその機能は無くなっている。
- 和歌山市消防局東消防署岡崎分署
- 和歌山東警察署岡崎交番
- 和歌山岡崎簡易郵便局
- 西山ドライビングスクール
- キクロン本社工場
- 和歌山市立東中学校
- 和歌山県立和歌山東高等学校
- 和歌山信愛女子短期大学
- 阪和自動車道和歌山南スマートIC
- 和歌山県道13号和歌山橋本線
- 和歌山県道160号沖野々森小手穂線
- 和田川

## 隣の駅
和歌山電鐵
■貴志川線
交通センター前駅 (06) - 岡崎前駅 (07) - 吉礼駅 (08)
- （）内は駅番号を示す。